# Aricoris terias
Aricoris terias is een vlindersoort uit de familie van de prachtvlinders (Riodinidae), onderfamilie Riodininae.
Aricoris terias werd in 1903 beschreven door Godman.